# 亞米 (斯克維拉區)
49°42′11″N 29°33′53″E / 49.70306°N 29.56472°E
亞米（烏克蘭語：Ями）是位於烏克蘭北部的村莊，由基辅州白采爾克瓦區的斯克維拉市鎮負責管轄。該村面積0.67平方公里，海拔高度221米，2001年人口49，人口密度每平方公里73.1人。